# Plexippoides potanini
Plexippoides potanini là một loài nhện trong họ Salticidae.
Loài này thuộc chi Plexippoides. Plexippoides potanini được Jerzy Prószyński miêu tả năm 1984.